# Umbellulifera petasites
Umbellulifera petasites är en korallart som beskrevs av Thomson och Dean 1931. Umbellulifera petasites ingår i släktet Umbellulifera och familjen Nephtheidae. Inga underarter finns listade i Catalogue of Life.